# Woo Boo Doo
Woo Boo Doo – polska grupa jazzrockowa działająca od sierpnia 1984 r. do początku 1986 r. 
W jej składzie występowali m.in. Janusz Iwański, Mateusz Pospieszalski, Marcin Pospieszalski, Andrzej Ryszka, Antoni Gralak i Andrzej Urny. Managerem był Wojtek Cesarz. Pomagał mu Jan Pospieszalski.

## Dyskografia
- "Ja mam fijoła" / "Znowu nic" SP Tonpress S-569 (1985)